# ジャン＝バティスト・デニ

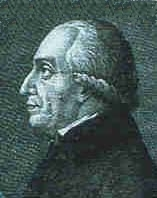
ジャン＝バティスト・デニ

ジャン＝バティスト・デニ（Jean-Baptiste Denis、1643年 - 1704年10月3日）は、フランスの医師である。1667年に人に羊の血を輸血する治療を行った。これは科学的な記録が取られた上での、人への輸血としては初めてのものである。

## 略譜
パリ生まれ。のちに医学の道を志し、ヨーロッパ最古の伝統を誇るモンペリエ大学の医学部で学ぶ。その後医師として成功しフランス国王ルイ14世の侍医も務めた。
1667年6月15日、人への輸血を研究していたデニは、15歳の少年に12オンス（約400cc）の羊の血を輸血した。この少年は無事に生存し、同様に別の労働者にも輸血を行ったが彼も生存した。現在の血液学の理論から見れば、非常に危険な行為ではあるが、2人が生存し得たのは、輸血量が少なく、拒絶反応に体が耐えられたためだと考えられる。3人目のスウェーデンの貴族グスタフ・ボンド（Gustaf Bonde）に計2回の輸血が行われたが、2回目の輸血の直後に急死した。さらに1667年の冬、アントワーヌ・モロワ（Antoine Mauroy）に子牛の血を輸血したが、3回目の輸血の後死亡した。モロワの死をめぐって彼の妻がデニを訴え、裁判となった。後にモロワの死因は、夫の財産を狙った妻による砒素を使った毒殺であることが判明しデニは無罪となるが、裁判の後、彼は輸血実験を二度と行うことはなかった。この治療法は論争を呼び、1670年に禁止された。
輸血が安全な治療法になるのは、そこから200年以上経過した1900年にカール・ラントシュタイナーが血液型を発見し、血液の凝固を防ぐ方法が確立された後のことである。